# HD 142
HD 142 — звезда 6-й звёздной величины на расстоянии 84 световых года от Земли в созвездии Феникса. Известна как минимум одна планета, массой в 5,3 юпитерианских. Компаньон звезды обнаружили в 1894, но до 2005 года система считалась двойной звездой.

## Характеристики
HD 142 представляет собой звезду главной последовательности. Температура поверхности составляет около 6300 кельвинов.

## Планетная система
В 2001 году Англо-австралийская команда по поиску планет во главе с Крисом Тиннэй объявили об открытии внесолнечных планет, которые обращаются вокруг звезды. В 2012 году, с помощью дополнительных измерений была обнаружена вторая планета. В данных также была указана третья возможная планета, период обращения которой составляет 108 дней.